# 花巻市総合体育館
花巻市総合体育館（はなまきしそうごうたいいくかん）は、岩手県花巻市の総合体育館である。

## 概要
1997年竣工。各種スポーツイベントの利用が可能なメインアリーナ・サブアリーナを備えている。
2007年ステラミーゴいわて花巻の本拠地となり、2010年にはフットサル日本代表の合宿地としても使用されている。
2011年メインアリーナに隣接した場所に第3アリーナ（花巻市総合体育館アネックス）が完成。

## 施設概要

### メインアリーナ
- 60m×45m
- バスケットボール3面
- バレーボール3面
- ハンドボールコート2面

### サブアリーナ
- 34m×21m
- バスケットボール1面
- バレーボール1面

その他
- 更衣室2室
- 会議室
- 役員室
- 記者室
- 放送室
- 事務室
- 多目的ホール

### 第3アリーナ（花巻市総合体育館アネックス）
- 49m×34.2m
- フットサル1面
- ハンドボール1面
- バスケットボール2面
- バレーボール2面
- テニス2面
- バドミントン10面
- 卓球 12面

その他
- ミーティングルーム 2室（稼動仕切）
- 役員室 1室
- 更衣室 男女各1室
- 多目的ルーム
- 放送室
- エレベーター

## 主な大会・イベント
- 2012年3月 - V・プレミアリーグセミファイナル（男子）[1]
- 2012年3月 - 全国高等学校ハンドボール選抜大会
- 2013年9月 - 第29回全国選抜フットサル大会
- 2014年3月 - 第6回全国女子選抜フットサル大会

## 所在地
- 岩手県花巻市松園町50

## アクセス
- 鉄道 : JR花巻駅より徒歩30分
- 路線バス : JR花巻駅4番バス乗り場から
- 「花巻温泉線」
- 「天下田団地線」
  - 以上の路線に乗車、「松園町」下車
- 車 東北自動車道「花巻南IC」より約15分

## 近隣施設
- 花巻球場
- King of the Hill：菊池雄星が自費を投じて建てた室内練習場。
- 居城野陸上競技場
- 居城野運動公園